# Teija Niku
Teija Niku (Hapavesi, Finska, 1982) je finska umjetnica, kompozitor, izvođač i pedagog narodne muzike. Njena specijalnost su nordijska i balkanska narodna muzika.

## Obrazovanje i karijera
Teija, govoreći o sebi, kaže da je narodna muzika uvijek bila dio njenog života. Vrlo mlada je naučila o finskoj narodnoj muzičkoj tradiciji pošto su je roditelji redovno vodili na festival narodne muzike u Kaustinenu. Počela je da svira harmoniku kad joj je bilo svega sedam godina, u komunalnom koledžu u Hapavesiju; na istom koledžu je prešla sa dvoredne na petorednu harmoniku koju je nastavila da svira na muzičkom institutu u Jokilaksojenu. U gimnaziji, u Kaustinenu posvetila se muzici, gdje su joj učitelji bili Anti Hosioja (dvoredna harmonika) i Raimo Vertainen (petoredna harmonika). Učestvovala je dva puta na takmičenju "Zlatna harmonika", gdje je jednom osvojila drugo mjesto. Poslije gimnazije studirala je muziku jednu godinu, na Orivesi institutu. U jesen 2002. godine, upisala se na Sibelijusovu muzičku akademiju u Helsinkiju, odsjek narodne muzike, gdje su joj profesori bili Ana Mari Kivimeki i Marija Kalaniemi. Studije narodne muzike na Sibelijusu završila je na nivou akademskog stepena magistra umjetnosti. 
Teija je sada profesionalni muzičar narodne muzike. Pored nordijske i balkanske muzike svira tango i harmonikaške evergrine a i sama komponuje. Uz harmoniku svira i francusku muzetu (фр. musette). Nastupa širom Evrope i SAD-a, kao i na radiju i televiziji u Finskoj i inostranstvu. Pored toga što je raznovrstan muzičar, Teija je i savremeni kompozitor folklora i pedagog harmonike.

### Koncerti, albumi i saradnja sa drugim muzičarima
Prvi album Teije Niku — Finsko Pajdusko objavljen je 2011. godine; zasnovan je na balkanskoj narodnoj muzici. Album je dobio pozitivne kritike u finskoj štampi. Helsingin Sanomat, najveći list u Finskoj, uključivao je Finsko Pajdusko na svojoj listi albuma, a nominovan je i za etno Album godine на Ema gala dodjeli nagrada, finskoj verziji gremija.
Njen drugi album, Memento, snimljen u aprilu 2017, dobio je pozitivne kritike od organizacija Nordik mjuzik revju (енгл. Nordic Music review) i Akordion Sentral (енгл. Accordion Central). U albumu se nalazi devet kompozicija gdje Teija svira harmoniku i pjeva. Njene kompozicije u ovom albumu su mješavina džeza, nordijske i balkanske narodne muzike.
Naziv albuma Memento, (dosl. sjećanje ili uspomena), odnosi se na muzička sjećanja koja se nesvjesno pojavljuju kada komponujemo muziku, kao i na sjećanja koja kod slušalaca izaziva muzika koju čuju. Teija je nazvala poslednju pjesmu u albumu Memento kada joj je jedan slušalac rekao nakon koncerta da ga je melodija, koja nije imenovana, podsjetila na nešto iz prošlosti.
Prilikom izrade novog albuma, nije željela da svede njenu kompoziciju u tipične forme narodnog plesa. Umjesto toga, željela je da sebi obezbijedi više slobode tako što ne gradi striktna ograničenja zasnovana na žanru ili se zatvara na neki način. Pored njenih kompozicija, album sadrži i novu verziju Tapio Rautavara klasike "Huma", koja koristi jahanje kao metaforu za slobodu. U pjesmi "Iksi rusu" (dosl. jedna ruža) pomiješan je tekst ove finske narodne pjesme sa makedonskom melodijom "Eleno kerko". Aranžmani često rastu od minimalističkog do veličanstvenog, sa tonovima različitih instrumenata koji se izvijaju i preplavljuju, ali postoji i jedna numera koja se svira isključivo na harmonici.
Teija je dugo sanjala o stvaranju albuma koji prikazuje brojne gostujuće muzičare i široku muzičku ekspertizu; to je omogućeno uz pomoć Kimpija Huismana, koji je snimio i aranžirao ovaj album. U snimanju ovog albuma učestvovalo je 11 finskih najpoznatijih džez muzičara i muzičara narodne muzike. 
Uz Memento, Teija je takođe osnovala novi Kvartet Teija Niku, koji je u avgustu 2017. godine imao svoje prve koncerte u Finskoj. Osim Teije, u kvartetu su Joakim Bergal (saksofon), Juha Kujanpa (klavir) i Tero Tovinen (kontrabas), svi su takođe svirali na albumu.
Teija Niku i Sara Pajunen, američka violinistkinja finskog porijekla, nastupaju zajedno kao kamerni Alotar (фин. Aalottar), duo koji svira i pjeva narodnu muziku. Duo Alotar nastupa u SAD i na evropskim festivalima među kojima su Festival narodne muzike u Kaustinenu, Finska i  Zvuci sjevera u Gdansku, Poljska Do sada su objavile dva albuma In transit (dosl. u prolazu) (2014) i Ameriikan laulu (dosl. Američka pjesma) (2018). Ovaj duo svira i pjeva i na finskom i na engleskom jeziku miješajući tradicionalnu i modernu narodnu muziku Finske i finskih iseljenika u Americi.
Teija je takođe snimala albume sa grupama Polka Chicks, Karuna i Alotar a radila je i kao gost muzičar na raznim projektima snimanja. Takođe, njena harmonika je zastupljena u igrici Angry Birds (dosl. ljutite ptice).

### Priznanja i počasti
Sa Grupom Balkan, (grupom sa kojim je snimala album Finsko Pajdusko), Teija je 2012. godine osvojila prvo mjesto na prestižnom takmičenju Konsta Jilha. Dvije godine zaredom Teija Nikuje osvajala Finsko narodno prvenstvo u harmonici svirajući na dvorednoj harmonici.
Teija Niku je bila novi umjetnički direktor Festivala narodne muzike u Hapavesiju, koji je održan u periodu od 28—30 juna 2018.

## Spoljašnje veze
- Biografija Teije Niku
- „Teija Niku - 'Memento', Nordic Music Review April 7, 2017”. Архивирано на веб-сајту  (17. мај 2018)
- Teija Niku Facebook stranice
- Teija Niku: CD album Memento
- Teija Niku o sebi[мртва веза]
- Teija Niku je novi umjetnički direktor Festivala narodne muzike u
- TEIJA NIKU Virtual WOMEX